# 董藩

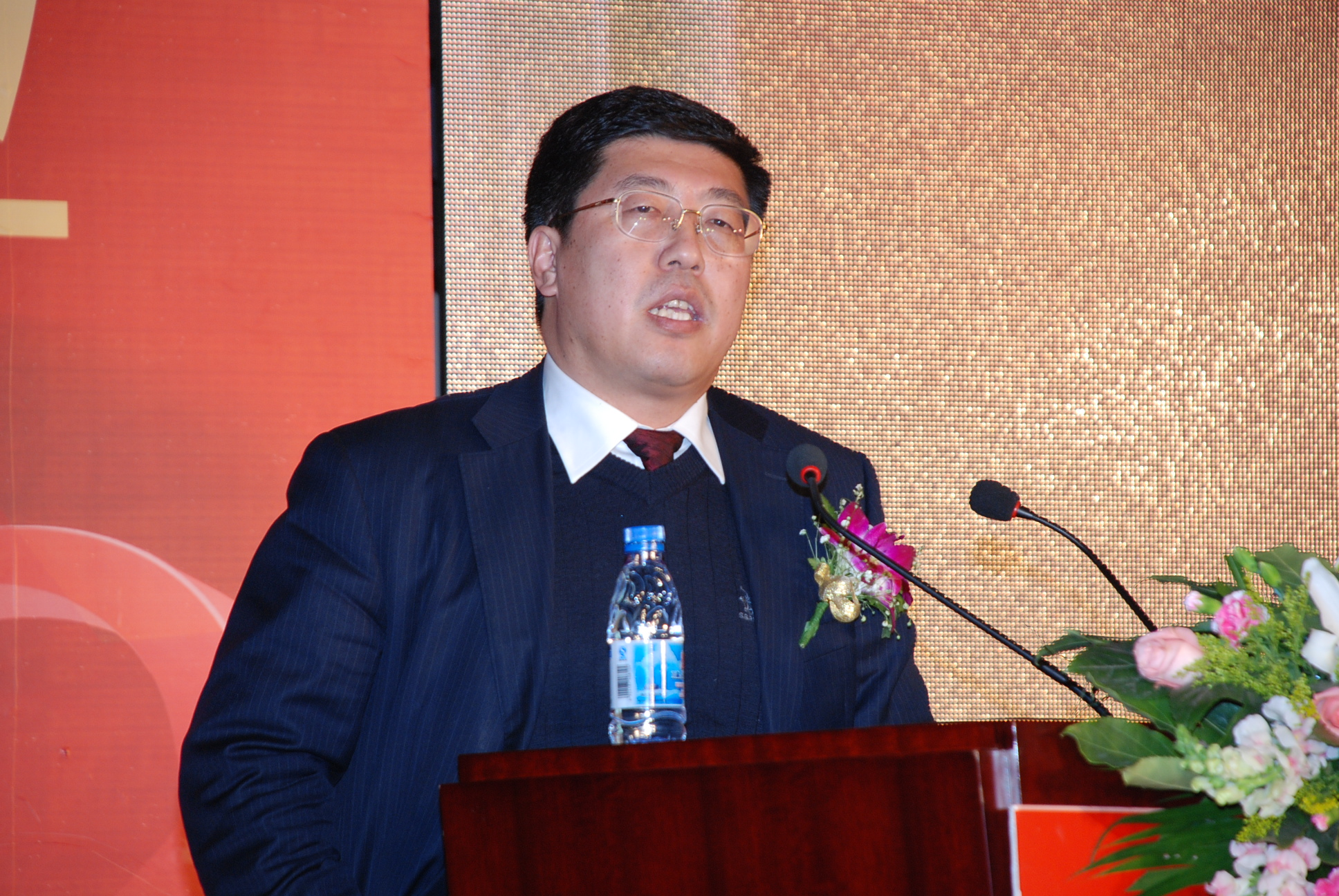
董藩

董藩（1967年—），中國经济学家。北京师范大学管理学院教授、北京师范大学房地产研究中心主任，地产学者。1993年东北财经大学硕士研究生毕业，2003年于中国人民大学获经济学博士学位。

## 言论
2011年4月4日发表微博“当你40岁时，没有4千万身价不要来见我，也别说是我学生。”引起网友热议。